# Felix de Kat
Felix de Kat (Felix the Cat) is een Amerikaanse tekenfilmserie die in 1919 van start ging. Tijdens de jaren 20 was Felix the Cat internationaal de beroemdste en populairste animatiefiguur.
Felix is een kleine, zwarte kat die zich altijd via zijn verstand uit penibele situaties weet te redden. De geluidloze filmpjes waren voor die tijd erg origineel en toonden hoe de kat gebruikmaakte van zijn getekende omgeving om dingen te maken. Zo greep hij bijvoorbeeld een tekstballonnetje of uitroepteken en maakte er een wapen van. De beroemdste Felix-scène was de manier waarop hij heen en weer wandelde om na te denken. In 1922 kreeg Felix zijn eigen stripreeks. Toen de stomme film in 1928 plaatsmaakte voor de geluidsfilm verloor Felix aan populariteit.
Men probeerde het personage in 1936 en in 1953 nieuw leven in te blazen. Felix de Kat was het eerste tekenfilmfiguurtje rond wie tijdens de jaren vijftig een televisieserie werd gemaakt. Van 1958 tot 1961 kreeg hij zijn eigen animatieserie op televisie en werd Felix' wereld uitgebreid met een hele reeks nevenpersonages en magische krachten die in de oorspronkelijke filmreeks ontbreken.
Er is nog steeds een debat aan de gang over wie de bedenker van Felix de Kat is. Zowel Pat Sullivan als Otto Messmer verklaarden dat ze het personage bedacht hadden. Felix is qua karakter geïnspireerd op Charlie Chaplin.

## Nederlandse openingtekst

U.S. Navy VF-31 squadron (1948) insignium

Hee, hallo! Hier is Felix de Kat,
hij is lief en flink en ook heel gevat.
Ga maar zitten en kijk nu maar gauw,
't is Felix de Kat en hij is hier voor jou.
Met Poindexter en de professor
en Meester Cylinder ook.
Die kat heeft een spannende tovertas,
die tas, die tas die helpt een kat in het nauw,
dus ga maar zitten en kijk nu maar gauw,
altijd raakt die kat weer opnieuw in het nauw.
Hij zegt van alles, maar nooit miauw,
't is Felix de Kat en hij is hier voor jou.
Felix de Kat en hij is hier voor jou!

## Albums
Er zijn 37 genummerde stripboeken uitgebracht met als naam Felix de Kat. Daarnaast bestaan er speciale uitgaven die geen deel uitmaken van deze genummerde reeks.